# Nina Smenda
Franciszka Antonina (Nina) Smenda z domu Skibicka (ur. 29 czerwca 1936 w Ludwikówce koło Stanisławowa) – polonijna działaczka społeczna w Australii Zachodniej.

## Życiorys
Pochodzi z rodziny ziemiańskiej (herbu Rola) o tradycjach patriotycznych. Jej krewnym był malarz Teodor Axentowicz. Pradziadek Niny, Wincenty Skibicki, został po Powstaniu styczniowym zesłany na Syberię, gdzie zaginął. Również jej ojciec, leśnik i późniejszy żołnierz Polskich Sił Zbrojnych, został w 1940 aresztowany i wywieziony z okolic Stanisławowa na Syberię.
W tym samym roku Nina razem z matką (pochodzenia austriackiego) zostały zesłane przez NKWD do sowieckiego Kazachstanu, skąd w 1942 ewakuowały się razem z transportem Armii Andersa przez Pahlevi, Teheran i Ahwaz, a następnie zostały przewiezione do obozu dla polskich uchodźców na półwyspie Koja (Jezioro Wiktorii) we wschodnioafrykańskiej Ugandzie. W lutym 1950 przypłynęły do portu Fremantle w Australii Zachodniej na pokładzie amerykańskiego transportowca USAT „General C Langfitt” razem z ponad tysiącem polskich uchodźców, głównie kobiet i dzieci. Zamieszkały w Perth, gdzie Nina uzyskała wykształcenie muzyczne. W 1958 zawarła związek małżeński z Januszem Smendą.

## Działalność społeczna
Była długoletnią działaczką Koła Sybiraków (pełniła funkcję sekretarza zarządu, 1995–1997) i Koła Polek (pełniła funkcję wiceprezeski i sekretarza, 2004–2009) w Perth, a także udzielała się w innych organizacjach polonijnych w Australii Zachodniej.
Była współredaktorem (z mężem Januszem) książki Unforgettable Memories dokumentującej wspomnienia polskich wygnańców wywiezionych na Syberię, wydanej w Perth w 1996 i polecanej przez amerykański Harvard University jako ważne źródło historyczne dla sowietologów. Dla Narodowej Biblioteki Australii zarejestrowała w 2009 ustną relację z czasu II wojny światowej, a szczególnie z okresu zesłania na Syberię.
Od 2009 mieszka w Melbourne. Jest członkiem Australijskiego Instytutu Spraw Polskich. Jest członkiem honorowym Polsko-Australijskiego Towarzystwa Kulturalnego w Australii Zachodniej.